# Aballava
Aballava («frutteto») o Aballaba è stato un castrum romano situato sul Vallo di Adriano, tra Petriana ad est e Coggabata a ovest, corrispondente alla moderna Burgh by Sands. Collocato a circa nove chilometri a occidente di Stanwix e due a sud dell'estuario del Solway, la sua funzione era di sorvegliare il lato meridionale di due guadi del Solway, Peat Wath e Sandwath, punti di accesso favorevoli agli incursori.

## Posizione
Il forte era oblungo, posto a cavallo del Vallo, grande 184 m (nord-sud) per 113 m (est-ovest), per un'area di quasi due ettari. Solo del muro orientale è nota l'esatta posizione.
Si ritiene che il forte sia stato costruito sul sito della torretta 71b. Una chiesa fortificata, costruita interamente con materiale di recupero del Vallo, fu successivamente costruita sul presunto luogo dei principia.
A sud-ovest del forte era presente un vicus, mentre si ritiene che un cimitero fosse a sud del forte.

## Guarnigione
Durante il II secolo il forte fu occupato dall'Ala I Tungrorum; in data imprecisata vi fu la Cohors Prima Nervana Germanorum; all'epoca di Caracalla risale la presenza del Cuneus Frisiorum Aballavensium; a partire dall'epoca del regno congiunto di Valeriano e Gallieno, e fino all'epoca della redazione della Notitia dignitatum, vi ebbe sede il Numerus Maurorum Aurelianorum.

## Scavi
Gli scavi del forte furono effettuati nel 1922 e permisero di stabilire che il forte fu costruito a cavallo del Vallo. Altri due forti furono trovati sullo stesso sito, grazie alle fotografie da aereo, nel 1976 e nel 1977. Il secondo forte, scoperto nel 1976 e scavato 13 anni prima, fu probabilmente eretto prima della costruzione del Vallo.
Un piccolo scavo archeologico a 200 metri a sud del forte ha portato alla luce alcuni indizi associabili ad un vicus, tra cui le buche dei pali per un edificio di una certa dimensione, postholes di altri edifici in legno e fossati poco profondi, tutti risalenti alla metà del II secolo. L'assenza di indizi di un'occupazione tra la fine del II secolo e quella del III suggerisce una discontinuità nell'uso del sito.